# Campeonato Nacional de Rodeo de 1981
El Campeonato Nacional de Rodeo de 1981 se disputó entre las mejores colleras de la temporada 1980-1981 del rodeo chileno, deporte nacional de Chile, entre el 28 y 30 de marzo de 1980. Este campeonato se disputó por séptima vez consecutiva en la antigua Medialuna Nacional, de la ciudad de Rancagua y fue la versión 33 del Campeonato Nacional de Rodeo, principal torneo del rodeo chileno.
Los campeones fueron Ramón Cardemil y Manuel Fuentes	en "Bellaco" y "Rival", con 22 puntos. Cardemil obtuvo su séptimo título, récord para la época.

## Desarrollo del campeonato
La collera campeona en esta oportunidad fue la de los jinetes de Curicó y del Criadero Santa Elba, compuesta por Ramón Cardemil y Manuel Fuentes, quienes montaron a Bellaco y Rival y alcanzaron un total de 22 puntos, terminando con una racha de cuatro títulos consecutivos para la Asociación de Osorno y también de dos títulos consecutivos para el jinete Ricardo de la Fuente, conocido como Cácaro. El vicecampeonato fue para Samuel Parot y Eduardo Tamayo y el tercer lugar para el joven de entonces 19 años Gonzalo Vial Concha junto con Regalado Bustamante.
Después de ocho años Ramón Cardemil obtenía un nuevo título, quebrando su propio récord de campeonatos nacionales y sumando su séptima corona. Después de buenas actuaciones, el Criadero Santa Elba estaba siempre en la pelea, en los cuartos animales, pero parecía que ya seis títulos es una meta más que suficiente y muy difícil de alcanzar para un jinete. Alcanzó su séptima y última corona junto a Manuel Fuentes y fue sorpresivo para muchos ya que con su avanzada edad era muy difícil que alcanzara un nuevo título, además venía saliendo de una lesión en el tobillo derecho. Días antes del campeonato estaba enyesado, por lo que se había especulado que no podría correr ninguna de sus colleras, todas ellas con una gran campaña durante la temporada. En efecto, Zarca y Secarrona, Mensajero y Refuerzo, y Bellaco y Rival, habían ganado primeros y segundos lugares en la mayoría de los rodeos en que habían participado. Sin embargo, contrariando las órdenes médicas, On Ramo acomodó botas y espuelas, y concentró su participación exclusivamente en los potros Bellaco y Rival, dejando las demás colleras para que fueran corridas por su hijo Alberto y su sobrino Claudio, con "Farolito" Fuentes.

### Reconocimientos a Ramón Cardemil
El día viernes la collera de Cardemil y Fuentes se habían adjudicado el primer lugar de la Serie potros, realizando una carrera de 10 puntos en el cuarto animal de la serie. Al comenzar la Serie Campeones del domingo Ramón Cardemil recibe el reconocimiento como el mejor criador del año, y su potro Rival, montado por Manuel Fuentes alcanzó el Sello de Raza, que es el premio que se le concede al caballo que tenga las características típicas de un caballo chileno y tenga una mayor pureza racial.

### Serie de campeones
La serie de campeones resultó muy disputada, además la medialuna estaba completamente llena de público. La mayoría de las colleras favoritas llegan a la final. Antes de dar comienzo a la final se otorgó el tradicional premio del "sello de raza" al ejemplar con la mayor pureza racial, en este caso fue para Rival, de propiedad de Jorge Mohr.
Al cuarto animal llegan Pedro Vergara y Ramón González en Llavero y Choclo, Samuel Parot y Eduardo Tamayo, en Cachita y Agora Qué, Redlich y Mardones, en Camarera y Pegual, Hugo Cardemil y Guillermo Barra, en Curanto y Carandero, Gonzalo Vial y Regalado Galo Bustamante, en Halcón y Chamaco, y, Gonzalo Vial Concha y Regalado Galo Bustamante, en Abanico y Afuerino.
Ramón Cardemil al entrar al apiñadero le susurra a Farolito Fuentes "de acuerdo a como nos toque el huacho es lo que vamos a hacer, sin arriesgar". Lo corren, aseguran el triunfo y se coronan una vez más como Campeones de Chile, escoltados en el segundo lugar por Samuel Parot y Eduardo Tamayo, y en el tercer lugar por Gonzalo Vial Concha y Regalado Bustamante. Ramón Cardemil Moraga alcanza así su séptimo título de campeón de Chile, y es elegido ese año como el jinete número uno por todas las Asociaciones del país.

## Resultados

### Serie de campeones
| Cuarto Animal 1981 | Cuarto Animal 1981                  | Cuarto Animal 1981          | Cuarto Animal 1981 | Cuarto Animal 1981 |
| ------------------ | ----------------------------------- | --------------------------- | ------------------ | ------------------ |
| Lugar              | Jinetes                             | Caballos                    | Asociación         | Puntaje            |
| 1º                 | Ramón Cardemil y Manuel Fuentes     | "Bellaco" y "Rival"         | Curicó             | 22                 |
| 2º                 | Samuel Parot y Eduardo Tamayo       | "Cantinita" y "Agora Qué"   | Osorno             | 20                 |
| 3º                 | Gonzalo Vial y Regalado Bustamante  | "Abanico" y "Afuerino"      | O'Higgins          | 17                 |
| 4º                 | Samuel Parot y Eduardo Tamayo       | "Guariqueque" y "Cchorrito" | Osorno             | 16                 |
| 5º                 | Hilarión Mardones y Marcelo Redlich | "Camarera" y "Pegual"       |                    | 15                 |
| 6º                 | Gonzalo Vial y Regalado Bustamante  | "Borracho" y "Pial"         | O'Higgins          | 15                 |
| 7º                 | Guillermo Barra y Hugo Cardemil     | "Curanto" y "Curandero"     | Curicó             | 14                 |
| 8º                 | Pedro Vergara y Ramón González      | "Muchacho" y "Angamos"      | O'Higgins          | 14                 |

### Movimiento de la rienda
La tradicional prueba del movimiento de la rienda fue ganada por José Manuel Aguirre Bustamante con 51 puntos en Pelusa. Fue el segundo título para este especialista, antes había ganado el título el año anterior en Sahumerio, además de haber ganado el título de corrida de vaca en el Campeonato Nacional de Rodeo de 1964. Con 46 puntos, el vicecampeón fue Aliro Pérez en Don Salta.

## Cuadro de honor temporada 1980-1981

### Jinetes
- 1.º Ramón Cardemil[10]
- 2.º Manuel Fuentes
- 3.º Eduardo Tamayo
- 4.º Samuel Parot
- 5.º Jesús Bustamante
- 6.º Ricardo de la Fuente
- 7.º Vicente Yáñez
- 8.º Raúl Cáceres
- 9.º Fernando Navarro
- 10.º Gustavo Rey

### Caballos
- 1.º Cachorrito
- 2.º Chamaco
- 3.º Guariqueque
- 4.º Ritual
- 5.º Corralito
- 6.º Caldillo
- 7.º Halcón
- 8.º Abanico
- 9.º Afuerino
- 10.º Rumbo

### Yeguas
- 1.º Agora Que
- 2.º Camarera
- 3.º Cantinita
- 4.º Zarca
- 5.º Cachita
- 6.º Borra
- 7.º Codiciosa
- 8.º Juguetona
- 9.º Llavería
- 10.º Tapaita

### Potros
- 1.º Bellaco
- 2.º Rival
- 3.º Curanto
- 4.º Curandero
- 5.º Rastrojo
- 6.º Chagual
- 7.º Riguroso
- 8.º Matrero
- 9.º Llavero
- 10.º Pial